# Munizipalität Zalendschicha
Die Munizipalität Zalendschicha (georgisch წალენჯიხის მუნიციპალიტეტი, Zalendschichis munizipaliteti)  ist eine Verwaltungseinheit (etwa entsprechend einem Landkreis) in der Region Mingrelien und Oberswanetien im Westen Georgiens.

## Geographie
Der Verwaltungszentrum der Munizipalität Zalendschicha ist die namensgebende Kleinstadt Zalendschicha.
Im Osten wird die 646,7 km² große Munizipalität Zalendschicha von der Munizipalität Tschchorozqu, im Südwesten von der Munizipalität Sugdidi, beide zu Mingrelien gehörend, und im Norden von der oberswanetischen Munizipalität Mestia begrenzt. Im Westen grenzt sie an die de jure existierende Munizipalität Gali der Autonomen Republik Abchasien, de facto jedoch an die Rajons Gali und Tkuartschal der nicht unter georgischer Kontrolle stehenden, nur von wenigen Staaten anerkannten Republik Abchasien. 
Die Munizipalität nimmt die Täler der Flüsse Enguri, der dort zum Enguri-Stausee angestaut ist,  und Tschaniszqali am Nordrand der Kolchischen Tiefebene ein. Im Nordosten ist das Gebiet vom Kamm des westlichen Egrissi-Gebirges begrenzt, dessen höchster Gipfel dort mit 3226 m der Tschitagwelaschi ist. Der Bergzug an der Grenze zu Abchasien erreicht im äußersten Nordwesten der Munizipalität eine Höhe von etwa 2400 m. Faktisch alle Ortschaften liegen in der südlichen Hälfte des Gebietes, die von einer flachen Berglandschaft eingenommen wird. Diese steigt dort in nördlicher Richtung allmählich von etwa 150 auf über 500 m über dem Meeresspiegel an.

## Bevölkerung und Verwaltungsgliederung
Die Munizipalität hat 23.300 Einwohner (Stand: 2021). Die Einwohnerzahl war mit 26.158 Einwohnern (2014) gegenüber der vorangegangenen Volkszählung (40.133 Einwohner 2002) um über ein Drittel gesunken, was mehr als dem Doppelten des Landesdurchschnitts entspricht. Zuvor war die Einwohnerzahl seit den 1930er-Jahren ständig gestiegen oder etwa auf gleichem Niveau geblieben.
Bevölkerungsentwicklung
Anmerkung: Volkszählungsdaten

Die Bevölkerung ist fast monoethnisch georgisch (etwa 99,56 %, zumeist der Subethnie der Mingrelier zugehörig); daneben gibt es eine kleine Zahl von überwiegend Russen (Stand 2014).
Neben Zalendschicha (3847 Einwohner) gibt es eine weitere Kleinstadt, Dschwari mit nur noch 763 Einwohnern. Die größten Dörfer  sind mit jeweils über 750 Einwohnern Dschgali, Dschwari (unweit der gleichnamigen Stadt, früher Ezeri, nicht zu verwechseln mit einem weiteren Dorf dieses Namens, das Hauptort einer Gemeinde ist), Lia, Nakipu, Satschino und Tschale (2014).
Die Munizipalität gliedert sich in 14 Gemeinden (für die Städte als „Territorialorgan“ bezeichnet, georgisch teritoriuli organo, ტერიტორიული ორგანო, für die Dörfer temi, თემი) mit insgesamt 50 Ortschaften:
| Gemeinde        | Anzahl Ortschaften | Einwohner (2014) |
| --------------- | ------------------ | ---------------- |
| Dschgali        | 5                  | 2039             |
| Dschwari 1      | 4                  | 4361             |
| Ezeri           | 3                  | 740              |
| Lia             | 4                  | 2734             |
| Medani          | 2                  | 568              |
| Mikawa          | 3                  | 770              |
| Muschawa        | 3                  | 719              |
| Nakipu          | 4                  | 1386             |
| Obudschi        | 3                  | 1276             |
| Pachulani       | 4                  | 1320             |
| Satschino       | 4                  | 1706             |
| Tschale         | 3                  | 1466             |
| Tschkwaleri     | 2                  | 685              |
| Zalendschicha 1 | 6                  | 6388             |

## Geschichte
Das Gebiet gehörte nach dem Zerfall des Königreiches Georgien vom 16. Jahrhundert bis in das 19. Jahrhundert durchgehend zum Fürstentum Mingrelien. Während der Zugehörigkeit Georgiens zum Russischen Reich und bis in die Anfangsjahre der Sowjetunion war es Teil des Ujesds Sugdidi des Gouvernements Kutais. 1930 wurde der eigenständige Rajon Zalendschicha gebildet. Nach der Unabhängigkeit Georgiens wurde der Rajon 1995 der neu gebildeten Region Mingrelien und Oberswanetien zugeordnet und 2006 in eine Munizipalität umgebildet.

## Verkehr
Dem Enguri über Dschwari folgt die Nationalstraße Sch7 (შ7), die von Sugdidi kommend weiter durch die nördlich benachbarte Munizipalität Mestia über deren Verwaltungssitz Mestia führt. Im Süden verläuft die Nationalstraße Sch6 (შ6) in einem Bogen, ebenfalls aus Sugdidi kommend über Zalendschicha weiter in Richtung Tschchorozqu–Senaki. Verbunden sind die beiden Straßen zwischen Dschwari und Zalendschicha über die Sch94 (შ94) sowie weiter südlich zwischen Lia und Zalendschicha über die Sch95 (შ95). Von Zalendschicha den Tschaniszqali hinab verläuft die Sch89 (შ89).
Seit der Stilllegung der Strecke Sugdidi–Dschwari in den 1990er-Jahren besitzt die Munizipalität keinen eigenen Bahnanschluss mehr; der nächstgelegene Bahnhof ist nun Sugdidi.